# Die beiden Gevatterinnen
Die beiden Gevatterinnen ist ein Märchen. Es ist in den Irischen Elfenmärchen der Brüder Grimm an Stelle 8 enthalten, die sie 1825 aus Fairy legends and traditions of the South of Ireland von Thomas Crofton Croker übersetzten. Bei Croker trägt das Märchen den Titel The Two Gossips und ist das einzige, das Croker nicht in die 1826 erschienene zweite Auflage seiner Sammlung übernahm.

## Inhalt
Zu Minane bei Tracton, in der Nähe von Cork, wird Frau Mac Daniels schöner Sohn von den Elfen geholt. Ihre Patin Norah Buckeley geht bei Abenddämmerung, wobei viele Staubwirbel den Elfenumzug anzeigen, an ihrem Haus vorbei. Sie spricht einen Segen und nimmt das Kind, das gerade durchs Fenster gereicht wird. Morgens besucht sie die Mutter, die einen schreienden Wechselbalg hat. Als sie rät, ihn zu prügeln und in den Straßengraben zu werfen, ist er verschwunden. Die Mutter holt ihr echtes Kind bei ihrer Patin.

## Anmerkung
Nach Grimm: Vgl. eine Geschichte bei Waldron in der Geschichte der Insel Man und eine schottische bei W. Grant Stewart in der Einleitung.